# St. Mary's Stadium
St. Mary's Stadium (eller bare St. Mary's) er et fodboldstadion i Southampton i England, der er hjemmebane for Championship-klubben Southampton F.C. Stadionet har plads til 32.384 tilskuere, og alle pladser er siddepladser. Det blev indviet i år 2001, hvor det erstattede klubbens gamle hjemmebane, The Dell.